# Kervin Bristol
Kervin Bristol (Port-au-Prince, 4 settembre 1988) è un ex cestista haitiano con cittadinanza statunitense, professionista in Europa.

## Palmarès
- Campionato finlandese: 1

Joensuun Kataja: 2016-17